# オヤジの心に灯った小さな火
「オヤジの心に灯った小さな火〜デュエットバージョン〜」（おやじのこころにともったちいさなひ～デュエットバージョン～）は、里田まい with 藤岡藤巻の1枚目のシングル。2007年5月23日発売。

## 解説
元々は藤岡藤巻のアルバム『藤岡藤巻III』の収録曲である。藤巻が1人で歌っており、本人たちは「妄想バージョン」と呼んでいる。
藤岡藤巻のメンバーらが居酒屋で飲んでいた時に「一応デュエットバージョンも作ってみた」という一言から、『クイズ!ヘキサゴンII』（フジテレビ系）などで人気が急上昇していた里田とデュエットをする企画が持ち上がり、曲を里田の事務所（アップフロントエージェンシー〈旧法人〉（現：アップフロントプロモーション））に持ち込んで異色のデュエットが実現した。
歌詞は中年課長が「派遣社員のまいちゃん」に妄想を抱くが、まいちゃんは思い切り引き、最後まですれ違いのまま終わるという藤岡藤巻節全開の内容である。歌詞は全5番で、1・3番は藤岡、2・4番は里田が歌い、5番は二人で交互に歌っている。曲調は本人たち曰く「ムード歌謡」テイストだが、演歌に近い雰囲気である。
2010年4月に再発売されることが決定したが、10月に里田まいと藤岡藤巻名義で「続・オヤジの心に灯った小さな火」を発売。

## 収録曲
作詞・作曲はすべて藤岡藤巻である。
1. オヤジの心に灯った小さな火〜デュエットバージョン〜
2. オジサマって大好き♪
3. オヤジの心に灯った小さな火〜デュエットバージョン〜(Instrumental)
4. オジサマって大好き♪(Instrumental)

## ミュージック・ビデオ
本作のプロモーションビデオには17人の「オヤジ」が登場する。

## ライブ・パフォーマンス
2007年4月20日、SHIBUYA AXで行われた藤岡藤巻のワンマンライブに里田が登場。「オヤジの心に灯った小さな火〜デュエットバージョン〜」を披露した。
2007年4月に上演された里田出演の劇団シニアグラフィティの舞台『昭和歌謡シアター 横須賀ストーリー』の歌謡ステージでデュエットバージョンを披露した際、藤巻のパートを同舞台の出演者の大森ヒロシが担当した（この模様は同舞台のDVDにもそのまま収録されている）。

## エピソード
- 里田は「クイズ!ヘキサゴンII」でのブレイクをきっかけに各方面での仕事が増えていたが、本業の歌手に関してはカントリー娘。名義で2004年8月に出した「シャイニング 愛しき貴方」がオリジナル作品では最後のリリースになっていたため、本作のリリースがとても嬉しかったという。
- 企画当初は「課長と新入社員」のデュエットという設定だったが、後に新入社員が派遣社員に変更された。